# Бузерон
Бузерон (фр. Bouzeron) насеље је и општина у источном делу централне Француске у региону Бургоња, у департману Саона и Лоара која припада префектури Шалон сир Саон.
По подацима из 2011. године у општини је живело 150 становника, а густина насељености је износила 40,54 становника/km². Општина се простире на површини од 3,7 km². Налази се на средњој надморској висини од 350 метара (максималној 405 m, а минималној 221 m).

## Демографија
| 1962. | 1968. | 1975. | 1982. | 1990. | 1999. | 2011. |
| ----- | ----- | ----- | ----- | ----- | ----- | ----- |
| 171   | 198   | 151   | 153   | 164   | 145   | 150   |

График промене броја становника у току последњих година